# Adaptaur Belmont
L'Adaptaur Belmont est une race bovine australienne.

## Origine
Elle provient du croisement entre les races shorthorn et hereford. Cette race a été créée dans les années 1950.

## Morphologie
Elle porte une robe pie rouge ou noire, avec une répartition proche de celle des hereford : tête et ventre blanc, flancs et dos colorés. 
La morphologie est typique des races bouchères, avec de bons aplombs et un tronc large et un arrière-train musculeux.

## Aptitudes
Cette race est résistante aux agressions des écoparasites, à la chaleur et aux rudes conditions de vie du bush. Elle possède notamment un gène de résistance aux tiques, raison de sa supériorité sur les hereford pure race.
Elle est destinée à la production de taureaux reproducteurs. Ces derniers sont utilisés sur des troupeaux de zébus femelles. En croisement, ils donnent en génération F1, des individus adaptés à la vie en milieu hostile dû à leur mère, et une vitesse de croissance, une conformation de carcasse et une rentabilité dans la production de viande hérités de leur père. La productivité maximale de ce système étant un élevage en plein air destiné à la production de veaux vendus pour être engraissés en feed lots près des centres de production de céréales ou des ports où arrivent les tourteaux destinés à les nourrir.